# ناحية مركز صلخد
ناحية مركز صلخد إحدى نواحي سوريا تتبع إداريّاً لمحافظة السويداء منطقة صلخد ومركزها بلدة صلخد، بلغ تعداد سكان الناحية 24,045 نسمة حسب التعداد السكاني لعام 2004.

## مدن وبلدات وقرى ناحية مركز صلخد
إمتان، العانات، عرمان، الكاربس، المشقوق، المنيذرة، عوس، عيون، الرافقة، صلخد، صما البردان، شنيرة.